# Verrucaria madida
Verrucaria madida är en lavart som beskrevs av Orange. Verrucaria madida ingår i släktet Verrucaria och familjen Verrucariaceae.   Inga underarter finns listade i Catalogue of Life.